# Daïra de Foughala
La daïra de Foughala est une daïra d'Algérie située dans la wilaya de Biskra et dont le chef-lieu est la ville éponyme de Foughala.

## Communes
La daïra est composée de deux communes :Foughala et El Ghrous.